# اندری استریژوس
اندری استریژوس (اوکراینی: Андрій Святославович Стрижеус؛ زادهٔ ۱۸ اوت ۱۹۹۵) بازیکن فوتبال اهل اوکراین است.
از باشگاه‌هایی که در آن بازی کرده‌است می‌توان به باشگاه فوتبال سموراگون و باشگاه فوتبال داینامو برست اشاره کرد.